# In My Head (canción de Jason Derulo)
«In My Head» (español: «En mi Cabeza») es el segundo sencillo de Jason Derulo, de su álbum debut, Jason Derulo. Fue lanzado el 8 de diciembre de 2009, en los Estados Unidos, y también fue lanzado en el Reino Unido el 22 de febrero de 2010. También se añadió Canadá como país de lanzamiento.

## Antecedentes
Jason había confirmado que "In My Head" fue elegida para ser lanzada como el segundo sencillo del álbum. La canción es un electro influenciado, y tiene un ritmo R&B parecido a Whatcha Say.

## Video musical
El video se filmó a fines de diciembre de 2009 y fue estrenado el 23 de enero de 2010 a través de YouTube, y para el 10 de febrero de 2010, el vídeo tenía un total de 9.566.402 visitas, en 2014 obtuvo 51.053.324 visitas
El vídeo comienza en el estacionamiento de una tienda, con Jason apoyado en un coche con unos amigos cuando finalmente la protagonista femenina sale de la tienda. Derulo está mirando a ella y, finalmente, se acercó y le habla y empieza a cantar con ella.
Finalmente, la chica a la se ha unido a soñar con él. Al final se revela que el vídeo musical completo fue todo un sueño de Jason y la escena de inicio se muestra de nuevo con la protagonista femenina al salir de la tienda, tal cual al inicio.

## Rendimiento en las listas
En Estados Unidos, la canción debutó en la semana del 26 de diciembre de 2009, en la posición sesenta y tres, en la lista Billboard Hot 100. A la semana siguiente, descendió a la posición número setenta. En su novena semana en la lista, "In My Head" logró llegar al número once, la máxima posición que logró en la lista hasta ahora.
En Canadá, en la semana del 26 de diciembre de 2009, en la lista Canadian Hot 100, la canción debutó en la posición catorce. A la semana siguiente, descendió a la número treinta. A medida que pasaban las semanas, seguía descendiendo hasta que en su novena semana, logró llegar al número once, que fue su máxima posición hasta el momento. En Nueva Zelanda, la canción debutó en la posición ocho, y a la semana siguiente salto al número tres, manteniéndolo por tres semanas consecutivas.

## Listas musicales de canciones
| Lista(2010)               | Mejor posición |
| ------------------------- | -------------- |
| Australia Singles Top50   | 1              |
| Brasil Hot 100            | 8              |
| Canadian Hot 100          | 2              |
| Irlanda Singles Top50     | 3              |
| New Zealand Singles Chart | 2              |
| UK Singles Chart          | 1              |
| U.S. Hot 100              | 5              |